# Вагон моделі 61-7034
Вагон моделі 61-7034 — лінійка пасажирських вагонів виробництва Крюківського вагонобудівного заводу.

## Технічні характеристики
- Довжина вагона по осях автозчеплень — 26 696 мм
- Ширина вагона — 2824 мм
- База вагона — 19 000 мм
- Габарит відповідно до ГОСТу:
  - кузова — 1-ВМ
  - візка — 03-ВМ
- Конструкційна швидкість — 160—200 км/год
- Термін служби — 40 років
- Кількість службових купе — 1 шт
- Візки — 68-7044, 68-7074
- Маса — 58,5 т
- Кількість місць — 22
- Кількість купе — 11[1]

## Експлуатація

### Україна
В 2017 році було показано вагони, мав їхати на рейс Київ — Відень, але поїхали вагони моделі 14328.
В грудні 2020 року «Укрзалізниця» все ж таки отримала ці вагони. Через пандемію COVID-19 вагони будуть курсувати пізніше.
14 січня 2021 року вагон відправився в перший рейс з поїздом № 38 «Нічний експрес» Київ — Запоріжжя.
29 травня 2022 року вагон вирушив вперше за кордон з поїздом № 67/68 «Київ-Експрес» Київ — Варшава.

## Галерея

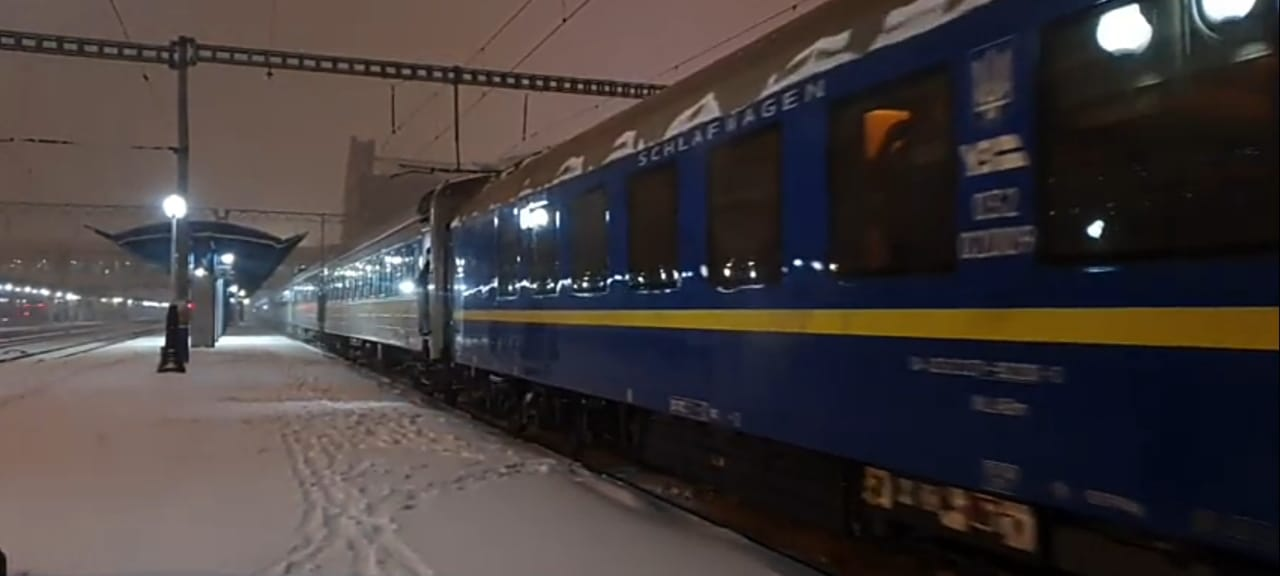
032-02009
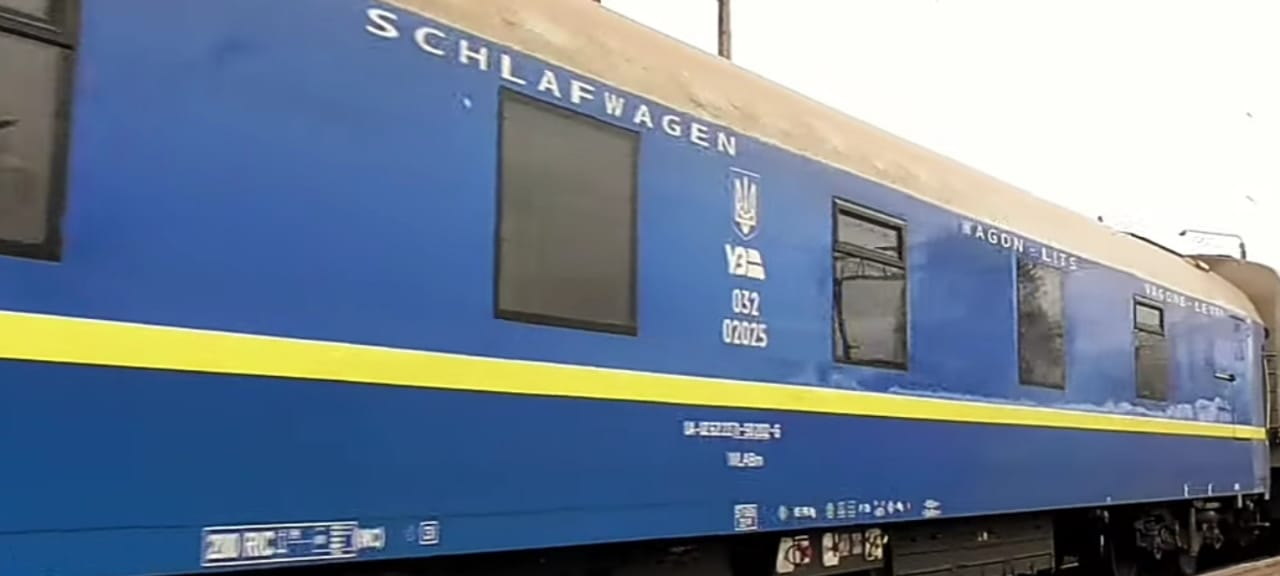
032-02025